# Vilson Mirdita
Vilson Mirdita (* 29. April 1970 in Renovac bei Klina, SFR Jugoslawien, heute Kosovo) ist ein kosovarischer Diplomat und seit 2009 der erste Botschafter seines Landes in Deutschland.
Mirdita wurde 1970 als fünftes von acht Kindern einer Bauernfamilie südlich von Peć geboren. Auf den Vorschlag von in den Vereinigten Staaten lebenden Verwandten wurde er nach Präsident Woodrow Wilson benannt. Er studierte Agrarwissenschaften an der Universität Priština und kam 1992 nach Deutschland, um an der Universität Stuttgart-Hohenheim Agrarbiologie zu studieren. Nach seiner Promotion arbeitete Mirdita am Institut für Pflanzenzüchtung, Saatgutforschung und Populationsgenetik der Universität Stuttgart-Hohenheim. Von 2008 bis 2009 absolvierte er eine diplomatische Ausbildung in Priština und Berlin. Nachdem er bereits seit Oktober 2008 als Geschäftsträger a. i. an der Botschaft der Republik Kosovo in Berlin fungierte und damit einer der ersten zehn kosovarischen Diplomaten ist, wurde er August 2009 als Botschafter akkreditiert.
Mirdita ist römisch-katholisch, verheiratet und hat zwei Kinder. Er spricht Albanisch, Deutsch, Englisch und Serbisch.